# Zhou Chunxiu
Zhou Chunxiu (Jiangsu, 15 november 1978; dit is een Chinese naam; de familienaam is Zhou) is een Chinese langeafstandloopster, die gespecialiseerd is in de marathon. Ze werd meervoudig Chinees kampioene op diverse lange afstanden. Ook nam ze tweemaal deel aan de Olympische Spelen en won hierbij twee zilveren medailles op de marathon.

## Loopbaan
Zhou won driemaal (2003, 2004, 2005) de marathon van Xiamen en werd ook drie keer tweede op de marathon van Peking. Op de Olympische Spelen in Athene (2004) werd ze 33e en op de Olympische Spelen in Peking (2008) derde. Op de wereldkampioenschappen van 2005 in Helsinki behaalde ze op de marathon een vijfde plaats.
In 2006 won Zhou de marathon van Seoel en realiseerde daarbij een parcours- en persoonlijk record van 2:19.51. Op de Aziatische Spelen in Doha won ze een gouden medaille. In 2007 won ze de marathon van Londen in 2:20.38. Op de Olympische Spelen van 2008 in Peking behaalde ze op de vrouwenmarathon een bronzen medaille. Met een tijd van 2:27.07 eindigde ze achter de Roemeense Constantina Tomescu (goud; 2:26.44) en Keniaanse Catherine Ndereba (zilver; 2:27.06).

## Titels
- Chinees kampioene 10.000 m - 2005
- Chinees kampioene marathon - 2003, 2004, 2005

## Persoonlijke records
Baan
| Onderdeel | Prestatie | Datum             | Plaats   |
| --------- | --------- | ----------------- | -------- |
| 5000 m    | 15.22,46  | 11 september 2003 | Shanghai |
| 10.000 m  | 31.09,03  | 17 oktober 2005   | Nanking  |

Weg
| Onderdeel      | Prestatie | Datum            | Plaats   |
| -------------- | --------- | ---------------- | -------- |
| 15 km          | 49.57     | 14 augustus 2005 | Helsinki |
| 20 km          | 1:06.39   | 14 augustus 2005 | Helsinki |
| halve marathon | 1:08.59   | 6 april 2008     | Yangzhou |
| 25 km          | 1:23.42   | 14 augustus 2005 | Helsinki |
| 30 km          | 1:41.03   | 14 augustus 2005 | Helsinki |
| marathon       | 2:19.51   | 12 maart 2006    | Seoel    |

## Palmares

### halve marathon
- 2004: 12e WK in New Delhi - 1:12.52

### marathon
- 2003:  marathon van Xiamen - 2:34.16
- 2003:  marathon van Peking - 2:23.41
- 2004:  marathon van Xiamen - 2:23.28
- 2004: 28e OS - 2:42.54
- 2004:  marathon van Peking - 2:28.42
- 2005:  marathon van Seoel - 2:23.24
- 2005:  marathon van Xiamen - 2:29.58
- 2005: 5e WK - 2:24.12
- 2005:  marathon van Peking - 2:21.11
- 2006:  marathon van Seoel - 2:19.51
- 2006: Aziatische Spelen - 2:27.03
- 2007:  marathon van Londen - 2:20.38
- 2007:  WK - 2:30.45
- 2008:  OS - 2:27.07
- 2009: 12e marathon van Londen - 2:29.02
- 2009: 4e WK - 2:25.39
- 2010: 22e marathon van Guangzhou - 2:25.00
- 2011: 23e marathon van Londen - 2:34.29
- 2012:  marathon van Chongqing - 2:23.42